# Mirae
Mirae (en hangul: 미래소년, Miraesonyeon; estilizado como MIRAE), fue una boy band surcoreana de K-pop formada en 2021 bajo DSP Media. El grupo estaba formado por siete miembros: Lien, Lee Jun-hyuk, Yoo Dou-hyun, Khael, Son Dong-pyo, Park Si-young y Jang Yu-bin. Realizó su debut el 17 de marzo de 2021, con el lanzamiento de su primer EP, Killa.
El 9 de julio de 2024, DSP Media anunció la disolución del grupo, revelando que Son Dong-pyo sería el único miembro en continuar bajo la empresa como artista individual.

## Nombre del grupo
El nombre internacional del grupo, MIRAE, hace referencia a la palabra “futuro” en coreano. Por su parte, su nombre en hangul (미래소년) posee un significado más amplio, que se traduce como "Future Boys". El logotipo incorpora parte de los caracteres coreanos que conforman el nombre del grupo en su diseño hexagonal, estas consonantes son: ㅁㄹㅅㄴ.
El nombre de la agrupación está inspirado en sus objetivos de perseguir y formar un futuro nuevo dentro del K-pop. "Future Boys" es un nombre adecuado para un grupo que busca representar y dirigir el género musical en los próximos años.

## Historia

### Predebut
Previo al debut del grupo, Son Dong-pyo y Lee Jun-hyuk participaron en el programa de supervivencia Produce X 101 en 2019, como representantes de DSP Media. Durante el anuncio del posicionamiento final, Son Dong-pyo logró acabar en el sexto lugar, lo que le permitió debutar como miembro de X1, un nuevo grupo proyecto que realizó su debut a finales de dicho año, pero que se disolvió repentinamente tras 5 meses de actividad, en enero de 2020, debido a un escándalo de manipulación de votos. Por otro lado, Khael y Park Si-young participaron en el programa Under Nineteen, emitido entre 2018 y 2019.
Posteriormente, el 31 de enero de 2020, DSP Media anunció el lanzamiento de las cuentas oficiales de DSP N (nombre provisional del grupo), entre las cuales se incluían Twitter y V Live.

### 2021: Debut conKillaySplash
El 1 de febrero de 2021, DSP N anunció a través de su fan-cafe que a partir de dicho momento el nombre oficial del grupo sería MIRAE. A su vez, se lanzó un video de animación presentando el logotipo oficial del grupo.
Durante el mes de febrero, se iniciaron las preparaciones públicas para el debut, comenzando con la presentación de la alineación final del grupo. El 2 de febrero, Park Si-Young fue introducido como el primer miembro oficial del grupo, seguido por Lee Jun-Hyuk el 3 de febrero, Lien el 4 de febrero, Son Dong-Pyo el 5 de febrero, Jang Yu-Bin el 6 de febrero, Khael el 7 de febrero y Yoo Dou-Hyun el 8 de febrero. Un video presentando el perfil del grupo fue lanzado el 9 de febrero. El 22 de febrero, DSP Media anunció que el grupo estaba preparado para debutar. Finalmente, el 17 de marzo de 2021, se lanzó el primer EP de la agrupación, titulado Killa.
Al día siguiente, el grupo hizo su debut escenográfico en el programa musical de Mnet, M Countdown. Su video musical obtuvo más de 10 millones de vistas y el EP vendió más de 26,000 copias dentro de la primera semana del debut, ganándoles el apodo de "2021 Super Rookies".
El 25 de abril, MIRAE compartió un video de los miembros anunciando el nombre de su fandom, NOW, el cual eligieron con base en las sugerencias de sus fanes.
El 25 de agosto, MIRAE realizó su primer comeback, lanzando su segundo EP titulado Splash y un video musical para la canción principal del mismo nombre.

### 2022–2024:Marvelous,Ourturn, Boys will be Boys y disolución
El 12 de enero de 2022, MIRAE lanzó su tercer EP titulado Marvelous, el cual contiene 6 nuevas canciones. El video musical para la canción principal del mismo nombre se publicó el mismo día.
El 28 de septiembre de 2022, el grupo lanzó su cuarto EP titulado Ourturn, junto con su sencillo principal Drip N' Drop.
El 19 de julio de 2023, tras una pausa de 9 meses, MIRAE lanzó su quinto EP titulado Boys will be Boys. La agrupación llevó a cabo una conferencia de prensa en Seúl previo al lanzamiento. El trabajo discográfico contiene 6 canciones, incluyendo el sencillo principal denominado JUMP!
El 14 de febrero de 2024, se produjo el debut japonés del grupo, con el lanzamiento de un miniálbum titulado Running Up, el cual contenía un sencillo principal del mismo nombre y versiones en japonés de sus canciones previas. El 11 de abril, se publicó la versión en coreano del sencillo Running Up.
El 9 de julio de 2024, DSP Media anunció la disolución del grupo, luego de tres años de actividades, a través de un comunicado de prensa. Todos los integrantes del grupo dejaron la agencia, a excepción de Son Dong-pyo, quien continuaría como artista individual.

## Miembros
Adaptado de su perfil en Naver y su sitio web oficial.
- Lee Junhyuk (이준혁)
- Lien (리안)
- Yoo Douhyun (유도현)
- Khael (카엘)
- Son Dongpyo (손동표)
- Park Siyoung (박시영)
- Jang Yubin (장유빈)

## Discografía

### EPs
| Título            | Detalles del álbum | Posicionamiento en los Charts | Ventas        |
| Título            | Detalles del álbum | KOR                           | Ventas        |
| ----------------- | --- | ----------------------------- | ------------- |
| Killa             | - Lanzamiento: 17 de marzo de 2021 - Discografía: DSP Media - Formato: CD, descarga digital Track listing 1. We Are Future 2. Killa 3. Higher 4. Swagger 5. Sweet Dreams 6. 1 Thing                           | 9                             | - KOR: 30,221 |
| Splash            | - Lanzamiento: 25 de agosto de 2021 - Discografía: DSP Media - Formato: CD, descarga digital Track listing 1. Splash 2. Bang-Up 3. New Days 4. Don't Stop 5. #Secret (비밀) 6. Sugar                          | 5                             | - KOR: 49,900 |
| Marvelous         | - Lanzamiento: 12 de enero de 2022 - Discografía: DSP Media - Formato: CD, descarga digital Track listing 1. Future Land 2. Marvelous 3. Juice 4. Final Cut 5. Amazing (소름) 6. Dear My Friend (일곱페이지)  | 4                             | - KOR: 49,560 |
| Ourturn           | - Lanzamiento: 28 de septiembre de 2022 - Discografía: DSP Media - Formato: CD, descarga digital Track listing 1. Drip N' Drop 2. Welcome to the Future 3. Daydreamin 4. What Are You Doing? 5. Falling Stars | 8                             | - KOR: 49,188 |
| Boys will be Boys | - Lanzamiento: 19 de julio de 2023 - Discografía: DSP Media - Formato: CD, descarga digital | 12                            | - KOR: 33,190 |
| Running Up        | - Lanzamiento: 14 de febrero de 2024 - Discografía: RBW Japan - Formato: CD, descarga digital | —                             | - JPN: 4,133  |

### Sencillos
| Título                                                                                        | Año  | Posicionamiento | Álbum             |
| Título                                                                                        | Año  | KOR             | Álbum             |
| --------------------------------------------------------------------------------------------- | ---- | --------------- | ----------------- |
| «Killa»                                                                                       | 2021 | —               | Killa             |
| «Splash»                                                                                      | 2021 | —               | Splash            |
| «Marvelous»                                                                                   | 2022 | 122             | Marvelous         |
| «Drip N' Drop»                                                                                | 2022 | 174             | Ourturn           |
| «Snow Prince»                                                                                 | 2022 | —               | —                 |
| «Jump!»                                                                                       | 2023 | —               | Boys will be Boys |
| «Running Up»                                                                                  | 2024 | —               | Running Up        |
| «—» Denota los lanzamientos que no han sido posicionados o no se han lanzado en dicha región. |      |                 |                   |

## Filmografía

### Reality Shows
| Año  | Título        | Red             | Nota(s)                                 |
| ---- | ------------- | --------------- | --------------------------------------- |
| 2021 | We Are Future | V Live, YouTube | Reality Show previo al debut del grupo. |
| 2021 | KILLA MT      | V Live, YouTube | Programa en línea                       |
| 2021 | MIRAE City    | YouTube         | Programa en línea                       |

## Premios y nominaciones
| Ceremonia de premiación        | Año  | Categoría                        | Candidato(s)/trabajo(s) | Resultado | Ref.   |
| ------------------------------ | ---- | -------------------------------- | ----------------------- | --------- | ------ |
| Asia Artist Awards             | 2021 | Male Idol Group Popularity Award | MIRAE (미래소년)        | Nominados | [ 41 ] |
| Brand of the Year Awards       | 2021 | Rookie Male Idol Award           | MIRAE (미래소년)        | Nominados | [ 42 ] |
| Mnet Asian Music Awards        | 2021 | Best New Male Artist             | MIRAE (미래소년)        | Nominados | [ 43 ] |
| Mnet Japan Fan's Choice Awards | 2021 | Male Rookie of the Year          | MIRAE (미래소년)        | Ganador   | [ 44 ] |
| Korea First Brand Awards       | 2022 | Male Rookie Idol Award           | MIRAE (미래소년)        | Ganador   | [ 45 ] |
| Golden Disc Awards             | 2022 | Rookie of the Year Award         | MIRAE (미래소년)        | Nominados | [ 46 ] |